# Halowe Mistrzostwa Świata w Lekkoatletyce 1989 – skok w dal kobiet
Skok w dal kobiet – jedna z konkurencji technicznych rozgrywanych podczas halowych mistrzostw świata w  hali Sport Csárnok w Budapeszcie. Rozegrano od razu finał 4 marca 1989. Zwyciężyła reprezentantka Związku Radzieckiego Galina Czistiakowa. Tytułu zdobytego dwa lata wcześniej w Indianapolis nie broniła Heike Drechsler z NRD.

## Rezultaty

### Finał
Opracowano na podstawie materiału źródłowego.
| Poz. | Zawodniczka         | Reprezentacja     | Próby | Próby | Próby | Próby | Próby | Próby | Wynik |
| Poz. | Zawodniczka         | Reprezentacja     | 1     | 2     | 3     | 4     | 5     | 6     | Wynik |
| ---- | ------------------- | ----------------- | ----- | ----- | ----- | ----- | ----- | ----- | ----- |
| 01 ! | Galina Czistiakowa  | ZSRR              | 6,54  | 6,86  | x     | 6,87  | 6,98  | 6,62  | 6,98  |
| 02 ! | Marieta Ilcu        | Rumunia           | 6,64  | 6,83  | 6,73  | x     | 6,86  | 6,76  | 6,86  |
| 03 ! | Łarysa Bereżna      | ZSRR              | 6,77  | 6,72  | 6,79  | 6,82  | x     | x     | 6,82  |
| 4.   | Ringa Ropo-Junnila  | Finlandia         |       |       |       |       |       |       | 6,69  |
| 5.   | Antonella Capriotti | Włochy            |       |       |       |       |       |       | 6,45  |
| 6.   | Agata Karczmarek    | Polska            |       |       |       |       |       |       | 6,31  |
| 7.   | Xiong Qiying        | Chiny             |       |       |       |       |       |       | 6,28  |
| 8.   | Jennifer Innis      | Stany Zjednoczone |       |       |       |       |       |       | 6,02  |